# Campanha republicana irlandesa dissidente
A Campanha Republicana Irlandesa Dissidente começou no final do The Troubles, um conflito político de 30 anos na Irlanda do Norte. Desde que o Exército Republicano Irlandês Provisório (IRA ou PIRA) convocou um cessar-fogo e encerrou a sua campanha em 1997, grupos dissidentes que se opõem ao cessar-fogo e aos acordos de paz ("republicanos irlandeses dissidentes") continuaram uma  campanha armada em menor escala contra as forças de segurança na Irlanda do Norte. Os principais paramilitares envolvidos são o Exército Republicano Irlandês Real, o Exército Republicano Irlandês de Continuidade e o antigo Óglaigh na hÉireann. Eles atacaram o Serviço de Polícia da Irlanda do Norte (PSNI)  e o Exército Britânico em ataques com armas e bombas, bem como com morteiros e foguetes. Eles também realizaram bombardeios com o objetivo de causar perturbações. No entanto, a sua campanha não tem sido tão intensa como a do IRA Provisório, e o apoio político a grupos como o Real IRA está "tendendo a zero".
Em 2007, o governo declarou o fim da Operação Banner, encerrando o destacamento de quatro décadas do Exército Britânico na Irlanda do Norte. Como resultado, a PSNI tem sido desde então o principal alvo dos ataques.
Até à data, dois soldados britânicos, dois oficiais do PSNI e dois guardas do Serviço Prisional foram mortos como parte da campanha republicana. Pelo menos 50 civis (e ex-combatentes) também foram mortos por paramilitares republicanos, 29 dos quais morreram no bombardeio de Omagh realizado pelo Real IRA.

## Prelúdio
Desde a invasão da Irlanda em 1169 por cavaleiros normandos a pedido do rei deposto de Leinster, Dermot MacMurrough, a Irlanda tem estado, parcial ou totalmente, sob administração inglesa e, mais tarde, britânica. As rebeliões contra o governo da Grã-Bretanha não tiveram sucesso até a Guerra Anglo-Irlandesa de 1919-1921, quando o Exército Republicano Irlandês (IRA) original conseguiu remover 26 dos 32 condados da Irlanda do Reino Unido da Grã-Bretanha e Irlanda como o Estado Livre Irlandês. Embora anteriormente a oferta do governo interno irlandês tenha sido acordada no terceiro projeto de lei do governo interno, a implementação foi suspensa pela oposição violenta no Ulster e pela formação do UVF, e mais tarde pela eclosão da Primeira Guerra Mundial. Após a divisão da Irlanda pela Coroa, os restantes seis condados, localizados na província de Ulster, tornaram-se Irlanda do Norte e permaneceram como parte do renomeado Reino Unido da Grã-Bretanha e Irlanda do Norte.
Seguiu-se uma guerra civil no novo estado do sul, e o IRA dividiu-se pela primeira vez, no Exército Nacional Irlandês - o vencedor da guerra, que se tornou o exército do Estado Livre - e no IRA Anti-Tratado, que se opôs ao tratado que dividiu a Irlanda em dois estados.
O IRA deixou de ser uma força significativa após a sua derrota na Guerra Civil, e só depois de uma nova divisão, em IRA Oficial e IRA Provisório (PIRA) após os motins de 1969 na Irlanda do Norte, é que um grupo que se autodenomina Republicano Irlandês O Exército – o IRA Provisório – provaria novamente ser uma força militar significativa. Como beligerante no que viria a ser conhecido como The Troubles, o PIRA empreendeu uma campanha armada contra o estado britânico que durou até 1997 e ceifou cerca de 1.800 vidas.
O PIRA convocou um cessar-fogo indefinido em 1997 e desativou suas armas em 2005, de acordo com o Acordo da Sexta-Feira Santa de 1998, mas vários grupos dissidentes da linha dura, conhecidos como republicanos dissidentes, prometeram continuar usando a "luta armada" para alcançar o objetivo republicano de uma "Irlanda unida".
As motivações para a continuação da violência variam de acordo com o grupo; para o IRA de Continuidade, mais conservador, o fim da política abstencionista pelos Provisórios na Convenção Geral do Exército (GAC) de 1986 serviu como um catalisador para a tensão. Para ONH; a aceitação pelo especial Ard Fheis do Sinn Féin do PSNI e da "criminalidade" do Real IRA, enquanto para a maioria dos Dissidentes Republicanos e do RIRA/NIRA a causa foi o Acordo da Sexta-Feira Santa de Belfast.

## A campanha

### Início
Em agosto de 1994, o IRA Provisório convocou um cessar-fogo. Em Janeiro de 1996, o Exército Republicano Irlandês de Continuidade anunciou a sua existência e prometeu continuar a campanha armada contra o domínio britânico na Irlanda do Norte. Um mês depois, o IRA Provisório cancelou o seu cessar-fogo devido à sua insatisfação com o estado das negociações de paz. Em 13 de julho, o CIRA detonou um carro-bomba em frente ao Hotel Kilyhelvin em Enniskillen, condado de Fermanagh. A explosão causou graves danos e feriu 17 pessoas enquanto eram evacuadas do hotel. No ano seguinte, plantou outros três carros-bomba em Belfast, Derry e Fermanagh, mas todos foram desarmados pelo Exército Britânico. O IRA Provisório convocou um segundo cessar-fogo em julho de 1997. Em 16 de setembro de 1997, o CIRA detonou uma van-bomba fora da base da Royal Ulster Constabulary (RUC) em Markethill, causando danos generalizados. O atentado aconteceu um dia depois de o Sinn Féin ter aderido às negociações políticas que conduziram ao Acordo da Sexta-Feira Santa.
Em novembro de 1997, membros de alto escalão do IRA Provisório que se opuseram ao cessar-fogo formaram um grupo dissidente que ficaria conhecido como Real IRA. Durante o primeiro semestre de 1998, o Real IRA e o Continuity IRA lançaram uma série de ataques com carros-bomba e morteiros nas bases do RUC. Houve carros-bomba em Moira em 20 de fevereiro e em Portadown em 23 de fevereiro. Houve um ataque de morteiro à base RUC de Armagh em 10 de março e a duas bases do exército britânico em South Armagh em 24 de março. No dia 10 de Abril, após dois anos de intensas negociações, foi assinado o Acordo de Sexta-Feira Santa. Outros morteiros foram lançados nas bases do RUC em Belfast em 4 de maio e em Belleek em 9 de maio, mas erraram o alvo. Em 22 de maio, realizaram-se referendos sobre o Acordo na Irlanda do Norte e na República da Irlanda. Na Irlanda do Norte, a votação foi de 71% a favor, enquanto na República a votação foi de 94% a favor.
Em 1º de agosto, após um aviso telefônico, um carro-bomba do RIRA detonou no centro de Banbridge, ferindo dois oficiais do RUC e 33 civis.

#### Bombardeio de Omagh
No dia 15 de Agosto de 1998, o RIRA deixou um carro contendo 500 quilogramas de explosivos caseiros no centro de Omagh, condado de Tyrone. Os homens-bomba não conseguiram encontrar uma vaga para estacionar perto do alvo pretendido do tribunal e o carro foi deixado a 400 metros de distância. Foram emitidos três avisos telefônicos imprecisos e o RUC acreditou que a bomba estava na verdade localizada fora do tribunal. Eles tentaram estabelecer um cordão de segurança para manter os civis afastados da área, o que inadvertidamente empurrou as pessoas para mais perto do local real da bomba. Pouco depois, a bomba explodiu matando 29 pessoas e ferindo outras 220, naquele que se tornou o ataque mais mortal do The Troubles na Irlanda do Norte.
O bombardeamento causou grandes protestos em todo o mundo e os governos irlandês e britânico introduziram nova legislação numa tentativa de destruir a organização. O RIRA também foi pressionado pelo IRA Provisório, quando membros do IRA Provisório visitaram as casas de 60 pessoas ligadas ao RIRA e ordenaram-lhes que se dispersassem e parassem de interferir nos depósitos de armas do IRA Provisório. Com a organização sob intensa pressão, o RIRA convocou um cessar-fogo em 8 de setembro.
Após o atentado de Omagh, houve uma pausa na atividade republicana dissidente; principalmente devido ao cessar-fogo do RIRA e às prisões de proeminentes militantes republicanos dissidentes. O RIRA usou o cessar-fogo para se reagrupar e rearmar. Entretanto, a CIRA realizou uma série de ataques menores.

### 2000–2008
O Real IRA cancelou o seu cessar-fogo em Janeiro de 2000, declarando: "Mais uma vez, Óglaigh na hÉireann declara o direito do povo irlandês à propriedade da Irlanda. Apelamos a todos os voluntários leais à República da Irlanda que se unam para defender a República e estabelecer um parlamento nacional permanente representativo de todo o povo”. Houve um aumento de atividade nos dois anos seguintes. Durante este tempo, os republicanos realizaram uma série de ataques com bombas e morteiros contra o Exército Britânico e bases RUC, incluindo um ataque com carro-bomba na base RUC de Stewartstown em julho de 2000. Em novembro daquele ano, um oficial do RUC perdeu uma perna quando uma armadilha-bomba explodiu fora da base do RUC de Castlewellan. Em junho de 2001, o Real IRA abriu fogo contra oficiais do RUC numa assembleia de voto em Ballinascreen, ferindo dois oficiais e um civil. Foi considerado o primeiro ataque de curta distância contra oficiais desde 1997.
O Real IRA também realizou vários atentados a bomba em Londres durante 2000-2001; os primeiros ataques republicanos lá desde 1997. Em junho de 2000, uma bomba danificou a Ponte Hammersmith e em setembro um foguete RPG-22 atingiu o Edifício SIS, sede do Serviço Secreto de Inteligência, também conhecido como MI6. Em fevereiro de 2001, um cadete do Exército Britânico perdeu uma mão quando uma bomba explodiu fora do quartel do 4º Batalhão, Regimento de Paraquedistas, no oeste de Londres. No mês seguinte, um carro-bomba explodiu em frente ao Centro de Televisão da BBC, após um aviso por telefone. Outro carro-bomba que explodiu perto da estação Ealing Broadway em agosto deixou grandes danos na área. Em Novembro, um terceiro carro-bomba explodiu parcialmente no centro da cidade de Birmingham.
Em novembro de 2001, a Royal Ulster Constabulary (RUC) tornou-se o Serviço de Polícia da Irlanda do Norte (PSNI). A reforma do RUC foi a principal exigência dos republicanos e nacionalistas irlandeses. No entanto, o Sinn Féin – o principal partido republicano – recusou-se a apoiar o PSNI até que as reformas fossem totalmente implementadas. Os republicanos dissidentes deixaram claro que nunca apoiariam uma "força policial paramilitar britânica" em qualquer parte da Irlanda.
Em agosto de 2002, uma bomba explodiu em uma base do Exército britânico em Derry. Matou um empreiteiro civil – um ex-soldado britânico – que trabalhava na base.
Em 17 de agosto de 2003, o RIRA matou Danny McGurk, um civil, no oeste de Belfast. Mais tarde, o grupo emitiu um comunicado pedindo desculpas e dizendo que o assassinato foi "criminalmente errado e prejudicou o objetivo da libertação irlandesa".
Nos anos seguintes, a atividade republicana dissidente diminuiu gradualmente. Isto deveu-se principalmente a tensões internas e ações policiais. Houve divisões dentro dos grupos paramilitares, especialmente dentro do Continuity IRA. Em 2006, surgiu um grupo que se autodenomina Óglaigh na hÉireann ou ONH; nos anos seguintes, tornar-se-ia o paramilitar republicano mais ativo depois do RIRA.
Em 2005, o IRA – que está em cessar-fogo desde 1997 – encerrou formalmente a sua campanha e desmantelou as suas armas. Em 2007, na sequência do Acordo de St Andrews, o Sinn Féin finalmente votou a favor do PSNI. Parte da base de apoio do Sinn Féin se opôs a essas medidas. Eles acreditavam que o Sinn Féin havia "se vendido" e estava mais perto de aceitar a "ocupação britânica". Isso fez com que mais republicanos prestassem apoio a grupos dissidentes. Após a declaração do IRA, o Exército Britânico reduziu bastante a sua presença na Irlanda do Norte e deixou o PSNI encarregado da segurança.

### 2009–presente
Em Março de 2009 ocorreram as primeiras mortes de forças de segurança desde o fim dos Problemas. O Real IRA matou a tiros dois soldados britânicos fora de serviço enquanto recolhiam uma entrega fora do Quartel Massereene, em Antrim. Dois outros soldados e dois entregadores civis também foram feridos por tiros. Dois dias depois, o Continuity IRA matou a tiros um oficial do PSNI que respondia a uma chamada em Craigavon. Isto deu início ao período mais intenso de atividade dissidente desde o início da campanha. O número de ataques aumentou ano após ano, com 118 ataques em 2009, 239 no ano seguinte e um número superior no ano seguinte.
Em 12 de abril de 2009, o RIRA assumiu a responsabilidade pelo assassinato a tiros do informante do MI5, Denis Donaldson, em 4 de abril de 2006, em sua casa de campo perto de Glenties, condado de Donegal, República da Irlanda.
O ano de 2010 viu os primeiros carros-bomba na Irlanda do Norte em uma década. A primeira explodiu em frente ao tribunal de Newry, em fevereiro; um segundo explodiu fora do Palace Barracks em 12 de abril; um terceiro explodiu fora da base PSNI de Newtownhamilton em 22 de abril; em agosto, um quarto explodiu fora da base PSNI de Strand Road em Derry; e em Outubro um quinto explodiu em frente a um banco na mesma área, causando danos generalizados. Também naquele ano, um oficial da PSNI teve que ter sua perna amputada depois que uma bomba explodiu sob seu carro.
Em abril de 2011, outro oficial da PSNI foi morto quando uma bomba explodiu sob seu carro em Omagh.
Foi anunciado em julho de 2012 que a Ação Republicana Contra as Drogas (RAAD) e uma série de outros pequenos grupos republicanos estavam se fundindo com o Real IRA. O CIRA e o grupo autodenominado ONH não foram incluídos na fusão. Alguns meios de comunicação referiram-se ao grupo como o "Novo IRA". Em novembro, o grupo matou a tiros um agente penitenciário na rodovia M1. Os tiros foram disparados de outro carro, que passava ao lado do dele. Ele foi o primeiro agente penitenciário a ser morto desde 1993.
Em maio de 2013, a militante republicana Christine Connor tentou duas vezes bombardear patrulhas do Serviço de Polícia da Irlanda do Norte, atraindo-as com chamadas falsas para uma casa em Crumlin Road, Belfast.
Pouco depois, o governo britânico anunciou que a 39ª cimeira do G8 seria realizada em junho de 2013 no Lough Erne Resort em Fermanagh. Os comentadores afirmaram que o Governo britânico optou por realizá-la na Irlanda do Norte, em parte para "mostrar ao mundo que o processo de paz funcionou e que a normalidade regressou". Fontes de segurança acreditavam que os republicanos tentariam lançar um ataque durante a cúpula, o que "sequestraria as manchetes globais". Em março de 2013, um carro-bomba foi desarmado perto do resort. A ONH disse que planejou detoná-lo no hotel, mas teve que abortar o ataque. Uma enorme operação de segurança foi montada para a cimeira e decorreu sem incidentes.
No período que antecedeu o Natal de 2013, houve um aumento na actividade republicana dissidente. Isto incluiu os primeiros atentados no centro da cidade de Belfast em uma década. Em 25 de novembro, um carro-bomba explodiu parcialmente em frente ao Victoria Square Shopping Centre e a uma base do PSNI. Um homem foi forçado a dirigir a bomba até o local e deu o alarme. No dia 13 de Dezembro, uma pequena bomba explodiu numa mala nos arredores da Praça de Santa Ana, na sequência de um aviso telefónico. Ninguém ficou ferido nos ataques, reivindicados pela ONH. Também em dezembro, duas patrulhas da PSNI foram alvo de tiros automáticos em Belfast.
Em fevereiro de 2014, o Real IRA (ou 'Novo IRA') enviou sete cartas-bomba aos escritórios de recrutamento do Exército Britânico no sudeste da Inglaterra; a primeira vez que militantes republicanos atacaram dentro da Grã-Bretanha desde 2001. No mês seguinte, um Land Rover da PSNI foi atingido por um morteiro horizontal em Belfast. Um carro civil também foi atingido por destroços, mas não houve feridos. Foi o primeiro ataque bem-sucedido desse tipo em mais de dez anos. Um jipe blindado da PSNI foi atingido por outro morteiro horizontal em Derry naquele mês de novembro, explodindo uma porta e danificando um carro que passava. O Real IRA disse que disparou um "dispositivo tipo morteiro EFP". Na operação de segurança que se seguiu, os jovens atacaram a PSNI com pedras e coquetéis molotov. Duas semanas depois, um land rover PSNI foi atacado com um lançador de granadas caseiro em Crumlin Road, Belfast. A ogiva perfurou a carcaça externa do Land Rover.
Em novembro de 2015, um veículo da PSNI foi alvo de tiros automáticos em Belfast, sendo republicanos dissidentes suspeitos de serem os responsáveis.
Uma bomba armadilha detonada sob uma van dirigida por um agente penitenciário, Adrian Ismay, em 4 de março de 2016. Ele morreu 11 dias depois. O Novo IRA assumiu a responsabilidade e disse que era uma resposta aos alegados maus-tratos aos prisioneiros republicanos na prisão de Maghaberry.
Um grupo usando o nome Arm na Poblachta (que significa "Exército da República") assumiu a responsabilidade por plantar um dispositivo explosivo na estrada em Belfast em 1 de novembro de 2017. Também se acredita que Arm na Poblachta foi responsável pela morte a tiros do homem de Antrim, Raymond Johnston, em 2018.
Em 19 de janeiro de 2019, houve um ataque com carro-bomba no Tribunal da Bishop Street, em Derry, o primeiro ataque desse tipo em vários anos. Em março, várias cartas-bomba foram encontradas no aeroporto de Heathrow, no aeroporto da cidade de Londres e na estação de Waterloo; o Novo IRA assumiu a responsabilidade.
Em 1 de junho de 2019, um poderoso dispositivo explosivo improvisado foi encontrado plantado sob o carro de um oficial da PSNI num clube de golfe no leste de Belfast. Nos dias seguintes, o Novo IRA contactou o The Irish News para reivindicar a responsabilidade.
O Continuity IRA foi responsabilizado por uma tentativa de ataque a bomba com armadilha explosiva em 26 de julho de 2019. Uma ligação foi feita para um meio de comunicação alegando que um morteiro havia sido disparado contra uma patrulha policial. O PSNI foi à área da estrada Tullygally em Craigavon para investigar a reclamação e descobriu um morteiro falso junto com um bloco de concreto com a bomba armadilha dentro dele.
Em 19 de agosto de 2019, uma bomba explodiu fora da vila de Newtownbutler, no condado de Fermanagh, supostamente visando oficiais da PSNI.
Em 5 de fevereiro de 2020, o PSNI encontrou uma bomba num camião estacionado em Lurgan. Acredita-se que tenha sido plantado pelo CIRA, que pretendia detoná-lo no dia do Brexit, 31 de janeiro de 2020, quando pensavam que estaria num ferry, atravessando o Canal do Norte para a Escócia.
Em 14 de janeiro de 2021, o CIRA afirmou ter disparado contra um helicóptero PSNI em Wattlebridge, South Fermanagh. Posteriormente, foi confirmado por funcionários da PSNI que não havia helicópteros da PSNI estacionados na área e que o helicóptero em questão era provavelmente um helicóptero civil. O ataque acabou sendo desmascarado como uma farsa.
Em 19 de abril de 2021, uma bomba foi plantada ao lado do carro de uma oficial da PSNI em meio período em Dungiven, condado de Londonderry, e foi posteriormente desativada. O Novo IRA posteriormente assumiu a responsabilidade.
Em 12 de março de 2022, Arm na Poblachta deixou uma bomba não detonada no cruzamento de Feeny Road e Killunaght Road, perto de Dungiven, condado de Londonderry. A bomba tinha como alvo um veículo PSNI. Na noite de 17 de novembro de 2022, um artefato explosivo foi lançado contra um carro da polícia na cidade de Strabane e explodiu sem que os policiais que estavam no carro se ferissem. Teresa Breslin, moradora de Strabane, cujo irmão gêmeo Charlie era um militante republicano morto pelo SAS em uma operação anti-IRA na cidade, chamou o ataque a bomba de "uma desgraça sangrenta", chamando-o de "algo que nunca pensamos que passaríamos novamente".
Em 27 de fevereiro de 2023, o Novo IRA admitiu em uma declaração datilografada que executou a tentativa de assassinato do detetive-chefe da PSNI, John Caldwell, que foi baleado várias vezes por dois homens armados na frente de seu filho e outras crianças após uma sessão de futebol juvenil que ele teve. treinou em 22 de fevereiro de 2023. Em 26 de fevereiro de 2023, o PSNI prendeu seis pessoas em conexão com a tentativa de homicídio. Os comícios no condado de Tyrone, organizados sob o lema "No Going Back", em referência à violência de The Troubles, condenaram o tiroteio. No mesmo mês, Arm na Poblachta assumiu a responsabilidade por plantar um dispositivo explosivo na área de Corrody Road, em Derry, o que resultou num alerta de segurança na área.
Em 4 de março de 2023, Arm na Poblachta emitiu ameaças contra as famílias de agentes do Serviço de Polícia da Irlanda do Norte (PSNI). As ameaças foram condenadas pelo membro do SDLP na Assembleia Legislativa e membro do Conselho de Policiamento da Irlanda do Norte, Mark H. Durkan. No mesmo mês, o secretário da Irlanda do Norte, Chris Heaton-Harris, anunciou um aumento na avaliação do nível de ameaça terrorista de "substancial" para "grave" para a Irlanda do Norte, um nível que indica que um ataque é "altamente provável", o que reverte uma revisão de rebaixamento em Março de 2022.